# Ellobius
Ellobius é um género de roedor da família Cricetidae.

## Espécies
- Ellobius alaicus Vorontsov, Liapounova et al., 1969
- Ellobius fuscocapillus Blyth, 1843
- Ellobius lutescens Thomas, 1897
- Ellobius talpinus (Pallas, 1770)
- Ellobius tancrei Blasius, 1884